# Cerovec pri Šmarju
Cerovec pri Šmarju je naselje v Občini Šmarje pri Jelšah.